# Weihrauch HW 94
Die Weihrauch HW 94 ist eine Schreckschusspistole von Weihrauch & Weihrauch.

## Beschreibung
Die Weihrauch HW 94 ähnelt optisch der Beretta Cheetah, unterscheidet sich aber in einigen Punkten, vor allem in Sicherung, Griffstück und Visierung von dieser. Es ist die einzige Schreckschusspistole, die Revolvermunition 9 mm R verschießt. Die Pistole ist in folgenden Ausführungen erhältlich: brüniert, vernickelt (jeweils mit schwarzen Plastikgriffschalen oder Holzgriffschalen) und eine vernickelte Version mit brüniertem Schlitten.
Der Verschluss, das Griffstück und der Verschlussfanghebel sind aus Zinkdruckguss gefertigt. Es sind aber auch viele Stahlteile vorhanden, die der Pistole eine lange Lebensdauer verleihen. Aus Stahl gefertigt sind: alle Funktionsteile, Stoßboden, Hahn, Federführungsstange und Innenverkleidung des Laufs. Es gab sie bisher in vier verschiedenen PTB-Nummern: 467, 634, 695 und 855. Die aktuelle PTB (-855)-Ausführung unterscheidet sich in einigen Punkten von den vorherigen PTB-Nummern. Mit der Zeit ist die Laufsperre minimal verstärkt worden, und der Lauf wurde verengt. Die Qualität hat sich hingegen nicht verschlechtert. Nur die Beschriftung und das Gewinde (aktuell M11x0,75) haben sich verändert. Es ist eine Außensicherung vorhanden, die den Schlagbolzen nach innen einfährt, sodass der Hahn keinen Kontakt zum Schlagbolzen hat. Die Waffe kann trotzdem gefahrlos geladen und entsichert geführt werden, da der Schlagbolzen ein Trägheitsschlagbolzen ist, sodass sich kein ungewollter Schuss lösen kann. Man kann die Waffe dank dem Spannabzug entweder im Double-Action- oder im Single-Action-Modus abfeuern. Das siebenschüssige Magazin der Waffe besteht aus Zinkdruckguss und musste aufgrund der kurzen Rand-Revolverkartuschen speziell konstruiert werden. In den neueren PTB-Versionen wird ein Gewindeschoner mit der Waffe mitgeliefert, der zum einen das feine Gewinde vor Schmutz schützt, und zum anderen die Pistole optisch aufwertet, da man die Laufsperre fast nicht mehr erkennen kann. Die Mündung wird durch den Gewindeschutz allerdings auf 7 mm Durchmesser verkleinert. Eine weitere Verbesserung der neueren PTB-Versionen ist ein an der Federführungsstange eingesetzter Gummipuffer. Mit Hilfe des mitgelieferten Abschussbechers ist es auch möglich, Pyro-Signalmunition zu verschießen. 
Anfang des Jahres 2024 verkündete Weihrauch, dass die Herstellung der Modellreihe HW 94 eingestellt wurde. 

## Verwendung von Abwehrmunition
Beim Einsatz von Abwehrmunition dürfen keine Kartuschen mit Kunststoffkappe verwendet werden. Abwehrmunition, die in einem Revolver problemlos funktioniert, kann bei der HW 94 durch geringfügige Abweichungen bei der Länge der Patronen oder durch den veränderten Gasdruck zu Störungen bei der Zuführung oder beim Auswurf führen. In der Bedienungsanleitung wird für eine einwandfreie Funktion die Verwendung von bestimmten Munitionssorten empfohlen.